# Montags-Zeitung
Die Montags-Zeitung erschien von 9. Februar 1891 bis zum 15. Dezember 1919 sowie von 1920 bis 13. Februar 1922 wöchentlich im Format 2°. Bis 5. Februar 1900 trug sie den Beititel "Wiener Vorstadt-Presse". Der Vorgänger der Montags-Zeitung war die "Leopoldstädter Montags-Zeitung".

## Impressum
- bis 5. Februar 1900: R. Schuster
- 23. April 1900 – 24. Juli 1911: Ignaz Schuster
- 7. August 1911 – 14. Oktober 1912: A. Schuster
- 21. Oktober 1912 – 15. Dezember 1919: Willy Stignitz
- 11. Oktober 1920 – 13. Februar 1922: Karl Waranitsch

## Redaktion
- bis 24. Juli 1911: Ignaz Schuster
- 7. August 1911 – 14. Oktober 1912: A. Schuster
- 21. Oktober 1912 – 15. Dezember 1919: Willy Stignitz
- 11. Oktober 1920 – 25. April 1921: Hans Schlenker
- 2. Mai 1921 – 13. Februar 1922: Josef Zerza

## Drucker
- bis 5. Februar 1900: Carl Fischer
- bis 7. April 1902: Moritz Knöpflmacher
- bis 18. Dezember 1911: Franz Fried
- bis 18. März 1912: J. Seywald
- bis 29. September 1913: R. Thimms Erben
- bis 22. Februar 1915: Karl Brakl
- bis 24. Februar 1919: Phönix Verlagsgesellschaft
- bis 15. Dezember 1919: Karl Brakl
- bis 13. Februar 1922: Ignaz Spitz und Söhne